# 제311통신사령부
제311통신사령부(311th Signal Command)는 미국 육군의 태평양 전구을 관할하는 통신대 사령부이다. 하와이주 포트 샤프터에 본부를 두었다.

## 역사
1944년 2월 1일, 뉴저지주 포트 몬머스에서 제3112통신근무대대로 창설되었다. 유럽 전구로 배치되었고, 1946년 12월 5일까지 독일 군정군으로서 주둔하였다.
1952년 4월 10일부터 1963년 2월 20일까지 메릴랜드주 볼티모어에서 활동하였다.
1996년 6월 16일, 메릴랜드주 포트 조지 G. 미드에서 제311통신사령부로서 재설립되었다.
2006년 9월 16일, 하와이주 포트 샤프터로 옮겨갔다.
2020년 8월 7일, 육군우수부대표창을 수여받았다.

## 편성

제1통신여단
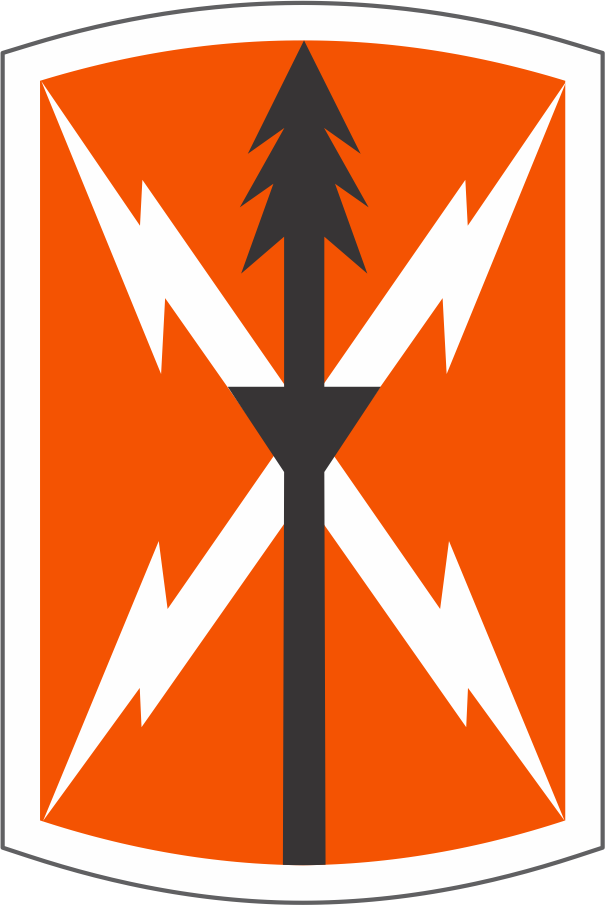
제516통신여단

## 기록

### 계보
- 1944년 1월 26일, Headquarters, 3112th Signal Service Battalion
Army of the United States에 배정됨.
→제311통신근무대대
- 1945년 6월 7일, Headquarters and Headquarters Company, 3112th Signal Service Battalion
→제311통신근무대대, 본부 및 본부중대
- 1952년 3월 27일, Headquarters and Headquarters Company, 311th Signal Group
조직화된 예비대에 배정됨.
→제311통신단, 본부 및 본부중대
- 1952년 7월 9일, 조직화된 예비대가 육군 예비대로 개편됨.
- 1954년 4월 26일, Headquarters and Headquarters Detachment, 311th Signal Group
→제311통신단, 본부 및 본부분견대
- 1996년 6월 16일, Headquarters and Headquarters Company, 311th Signal Command
→제311통신사령부, 본부 및 본부중대

### 전역
| 스트리머                   | 내역                                                        |
| -------------------------- | ----------------------------------------------------------- |
| 제2차 세계 대전: 유럽 전구 | - 노르망디 - 북프랑스 - 라인란트 - 안데스-알자스 - 중앙유럽 |

### 스트리머
| 스트리머         | 내역                             | 참고  |
| ---------------- | -------------------------------- | ----- |
| 육군우수부대표창 | 2017년 1월 1일 ~ 2018년 9월 30일 | [ 1 ] |

## 같이 보기
- 육군사이버사령부
- 네트워크기획기술사령부

## 참고
1. 1 2  “The 311th Signal Command (Theater) Earns Army Superior Unit Award”. United States Army Public Affairs Office. 2020년 8월 7일. 2020년 12월 24일에 확인함.

- “Headquarters and Headquarters Company 311th Signal Command” (영어). Center of Military History. 2010년 1월 22일. 2020년 9월 2일에 확인함.